# 콘크리트 배치 플랜트 트럭
'콘크리트 배치 플랜트 트럭은 건물의 건설에 필요한 콘크리트를 타설하는데 필요한 콘크리트 격납고를 타설하고 건물의 건설이 끝난 뒤엔 회수하여 운반하는 장비를 갖춘 특장차를 뜻한다. 주로 아파트나 마천루 등의 건설 현장에서 제일 많이 보이는 차종이다.

## 특징
이 차량은 고층 건물의 건설에서 필요한 콘크리트의 격납고를 운반하는 차종이기에 주로 아파트나 마천루의 건설 현장에서 주로 보이는 차종이다. 레미콘, 펌프카와 같이 건설 현장에서 잘 보이는 차종이나 가장 큰 차이점으론 주황색 영업용 건설 차량 번호판이 아닌 노란색 영업용 번호판을 장착하고 있는 것으로 구별이 되며 또한 벌크 시멘트 캐리어와는 달리 건설 현장에 필요한 콘크리트 타설에 도움을 주는 격납고를 타설하고 회수하는 차량으로 역할이 구분된다. 레미콘 공장에서 주로 운영하며 벌크 시멘트 캐리어, 레미콘, 펌프카와는 달리 많은 차종이 없기에 희소성이 있는 차종이다.

## 같이 보기
- 특장차
- 레미콘
- 펌프카